# Muntrilj
Muntrilj – wieś w Chorwacji, w żupanii istryjskiej, w gminie Tinjan. W 2011 roku liczyła 77 mieszkańców.